# (500331) 2012 SU23
(500331) 2012 SU23 es un asteroide perteneciente al cinturón de asteroides, descubierto el 17 de septiembre de 2012 por el equipo del Mount Lemmon Survey desde el Observatorio del Monte Lemmon, Arizona, Estados Unidos.

## Designación y nombre
Designado provisionalmente como 2012 SU23.

## Características orbitales
2012 SU23 está situado a una distancia media del Sol de 3,049 ua, pudiendo alejarse hasta 3,307 ua y acercarse hasta 2,792 ua. Su excentricidad es 0,084 y la inclinación orbital 8,941 grados. Emplea 1945,44 días en completar una órbita alrededor del Sol.

## Características físicas
La magnitud absoluta de 2012 SU23 es 16,8.